# Reyon Kay
Reyon Kay (Wellington, 10 de diciembre de 1986) es un deportista neozelandés que compite en patinaje de velocidad, en las modalidades sobre hielo y en línea.
Ganó una medalla de plata en el Campeonato Mundial de Patinaje de Velocidad sobre Hielo en Distancia Individual de 2017, en la prueba de persecución por equipos. Participó en los Juegos Olímpicos de Pyeongchang 2018, ocupando el cuarto lugar en la misma prueba.
Además, obtuvo seis medallas en el Campeonato Mundial de Patinaje de Velocidad sobre Patines en Línea (una de oro, dos de plata y tres de bronce).

## Palmarés internacional
| Campeonato Mundial en Distancia Individual | Campeonato Mundial en Distancia Individual | Campeonato Mundial en Distancia Individual | Campeonato Mundial en Distancia Individual |
| Año                                        | Lugar                                      | Medalla                                    | Prueba                                     |
| ------------------------------------------ | ------------------------------------------ | ------------------------------------------ | ------------------------------------------ |
| 2017                                       | Gangneung (Corea del Sur)                  | Medalla de plata                           | Persecución por equipos                    |